# Nelly Neppach
Nelly Neppach (* 16. September 1891 in Frankfurt am Main als Nelly Bamberger; † 7. Mai 1933 in Berlin) war eine deutsche Tennisspielerin. Ihr größter sportlicher Erfolg war die deutsche Meisterschaft im Dameneinzel im Jahr 1925.

## Leben

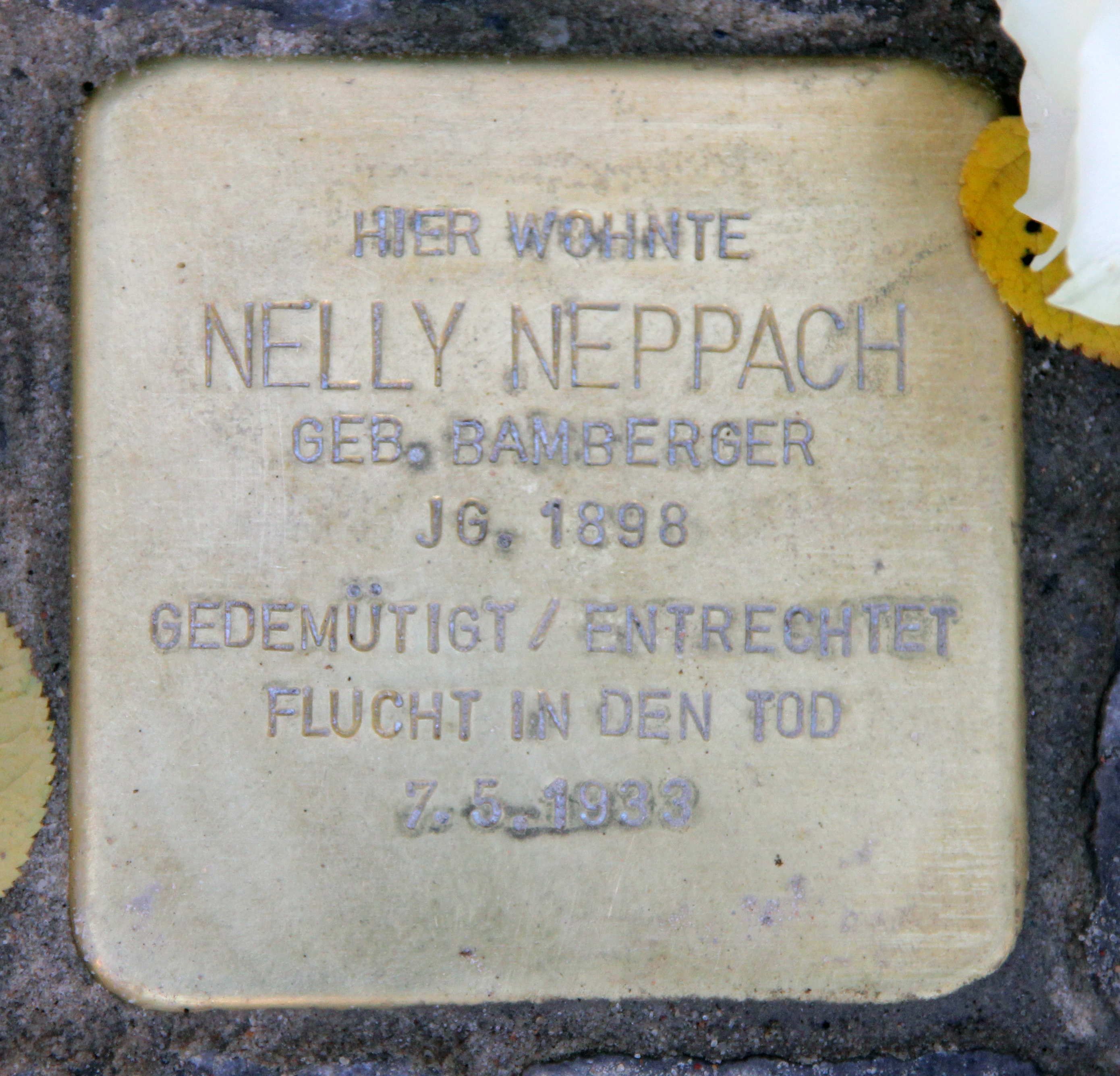
Stolperstein am Haus, Nachodstraße 22, in Berlin-Wilmersdorf

Neppach wurde 1891 als Nelly Bamberger in eine jüdische Familie in Frankfurt am Main geboren. Bereits in jungen Jahren begann sie, sich sportlich zu betätigen.
Nach dem Ersten Weltkrieg heiratete sie den Filmarchitekten und Produzenten Robert Neppach, zog 1919 nach Berlin und wurde Mitglied im Verein Tennis Borussia. Den Höhepunkt ihrer sportlichen Karriere erreichte Neppach in den 1920er Jahren. Ihr größter Erfolg bildete der Sieg bei der Deutschen Meisterschaft 1925 in Hamburg, bei dem sie sich im Finale nach einem hart umkämpften Drei-Satz-Match gegen Ilse Friedleben durchsetzte. Beide Spielerinnen waren zuvor bereits vier Mal in Folge in Finalspielen aufeinandergetroffen.
1926 sorgte Neppach für öffentliches Aufsehen, als sie gegen den Willen des Deutschen Tennis Bundes (DTB) nach Frankreich reiste, um auf Einladung der französischen Meisterin Suzanne Lenglen als erste deutsche Sportlerin nach dem Ersten Weltkrieg auf dem Gebiet des „Erbfeindes“ an internationalen Turnieren teilzunehmen. An der Côte d’Azur angekommen erreichten sie per Telegramm mehrere Ultimaten des DTB, in denen ihr der dauerhafte Ausschluss vom Turnierbetrieb angedroht wurde. Obwohl sich Neppach schließlich dem Druck beugte und Anfang März von Nizza aus die Rückreise antrat, gab der DTB am 11. März eine Pressemitteilung heraus, in der er ihren sofortigen Ausschluss erklärte. Die Mitteilung war von derart unverhohlenem Nationalismus durchzogen und enthielt auch antisemitische Untertöne – ihr Meisterschaftstitel 1925 wurde gar als „Glückssieg“ bezeichnet –, dass sich wenige Tage später der angesehene Sportjournalist Wilhelm Meisl zu einem Kommentar in der Vossischen Zeitung genötigt sah und den DTB scharf angriff: „Mit einem wahren Jubelschrei“ habe sich das Strafgericht auf Neppach gestürzt, das Schreiben sei eine „Ungeheuerlichkeit schlechthin“.
Ab 1927 nahm Neppach wieder an Turnieren teil. In diesem Jahr trat sie zum ersten und einzigen Mal bei den Französischen Meisterschaften an, wo sie im Achtelfinale Eileen Bennett unterlag. 1932 wurde sie noch auf Rang neun der nationalen deutschen Rangliste geführt. Wenige Monate nach der Machtergreifung der Nationalsozialisten trat Neppach im April 1933 aus ihrem Tennisverein aus. Über die genauen Umstände ist nichts bekannt. Der Verein Tennis Borussia Berlin, der in der Weimarer Republik einen hohen Anteil an jüdischen Mitgliedern hatte, erklärte sich Mitte April 1933 für „judenfrei“. Dass es sich, wie damals nach außen dargestellt, um „freiwillige Selbstaustritte“ gehandelt hat, gilt als höchst zweifelhaft. Der Vorstand DTB hatte ebenfalls im April 1933 die Sperrung „nichtarischer“ Mitglieder für internationale Turniere beschlossen.
Neppach nahm sich in der Nacht vom 7. auf den 8. Mai 1933 in ihrer Berliner Wohnung das Leben, indem sie sich mit Veronal und Gas vergiftete. Es gilt als wahrscheinlich, dass der Ausschluss von dem Sport, der ihr Lebensmittelpunkt war, sie in Depressionen verfallen ließ. Ihrem Verein zufolge war Neppach der „wohl erste echte weibliche Sportstar von internationalem Ruf in Deutschland“.

## Gedenken
Am 22. Oktober 2015 wurde vor ihrem ehemaligen Wohnort, Berlin-Wilmersdorf, Nachodstraße 22, ein Stolperstein verlegt.